# Полиизоцианурат

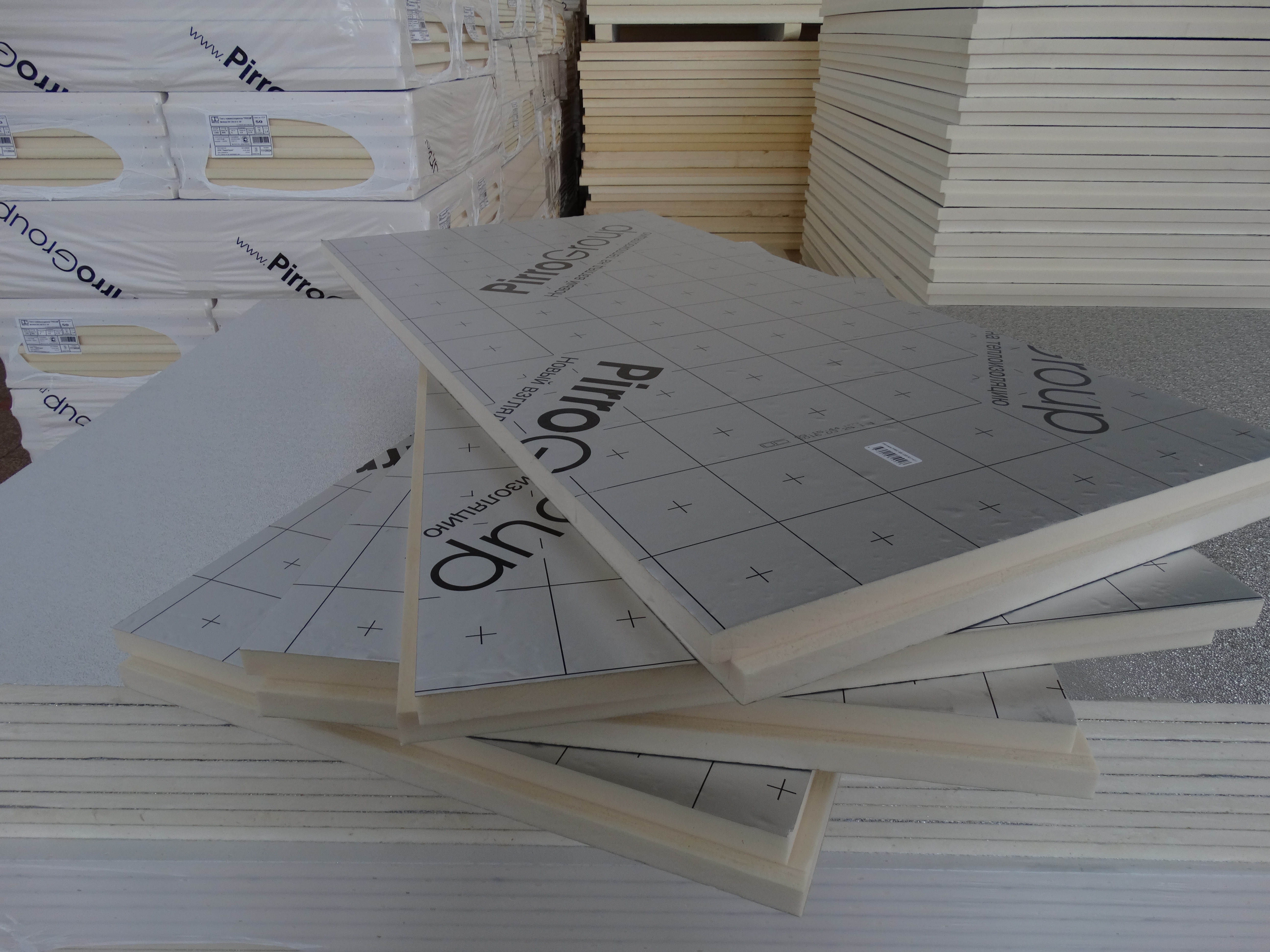
Внешний вид теплоизоляционных плит из полиизоцианурата

Полиизоцианурат, известный также как PIR или ПИР — термореактивный полимерный материал с закрытыми ячейками, обладающий достаточно высокой степенью жёсткости и используемый, как правило, в качестве жёсткой теплоизоляции. Его химический состав близок к составу полиуретана (PUR), за исключением того, что доля метилендифенилдиизоцианата (MDI) выше, а вместо полиолов на простых эфирах в реакции используется разветвленный сложноэфирный полиол. Катализаторы и добавки, используемые для получения PIR, также отличаются от тех, которые используются в PUR.

## Производство
Реакция MDI и полиола происходит при более высоких температурах по сравнению с температурой реакции для производства пенополиуретана. При этих повышенных температурах и в присутствии специальных катализаторов MDI вначале реагирует сам с собой, образуя жёсткую кольцевую молекулу, представляющую собой реакционный интермедиат (три-изоцианат-изоциануратное соединение). Оставшийся MDI и три-изоцианат вступают в реакцию с полиолом в форме сложного полимера, который вспенивается благодаря присутствию специального вспенивающего агента. Этот изоциануратный полимер имеет относительно жёсткую молекулярную структуру благодаря сочетанию прочных химических связей, кольцевой структуре изоцианурата и высокой плотности связей, причём каждый из этих факторов способствует большей жёсткости, чем у близких по формуле полиуретанов. Большая прочность связей затрудняет их разрушение, и, как следствие, полиизоциануратная пена является химически и термически более стабильным материалом: разрыв изоциануратных связей, как считается, начинается при температуре выше 200 °C, по сравнению с примерно 100—110°С для полиуретана.

## Индекс
PIR обычно имеет соотношение МДИ/полиол, также называемое его индексом, выше 180. Для сравнения, индекс PUR обычно составляет примерно 100 единиц. Высокий индекс обеспечивает увеличение жёсткости материала, но вместе с тем ведёт к увеличению хрупкости, хотя эта корреляция и не является линейной. В зависимости от способа применения продукта важную роль могут играть и большая жёсткость, и химическая и/или термическая стабильность. Соответственно, производители PIR могут предлагать несколько видов продукции с одинаковыми плотностями, но различными дополнительными показателями с целью добиться оптимальных параметров конечного материала в соответствии с запросами потребителя.

## Использование

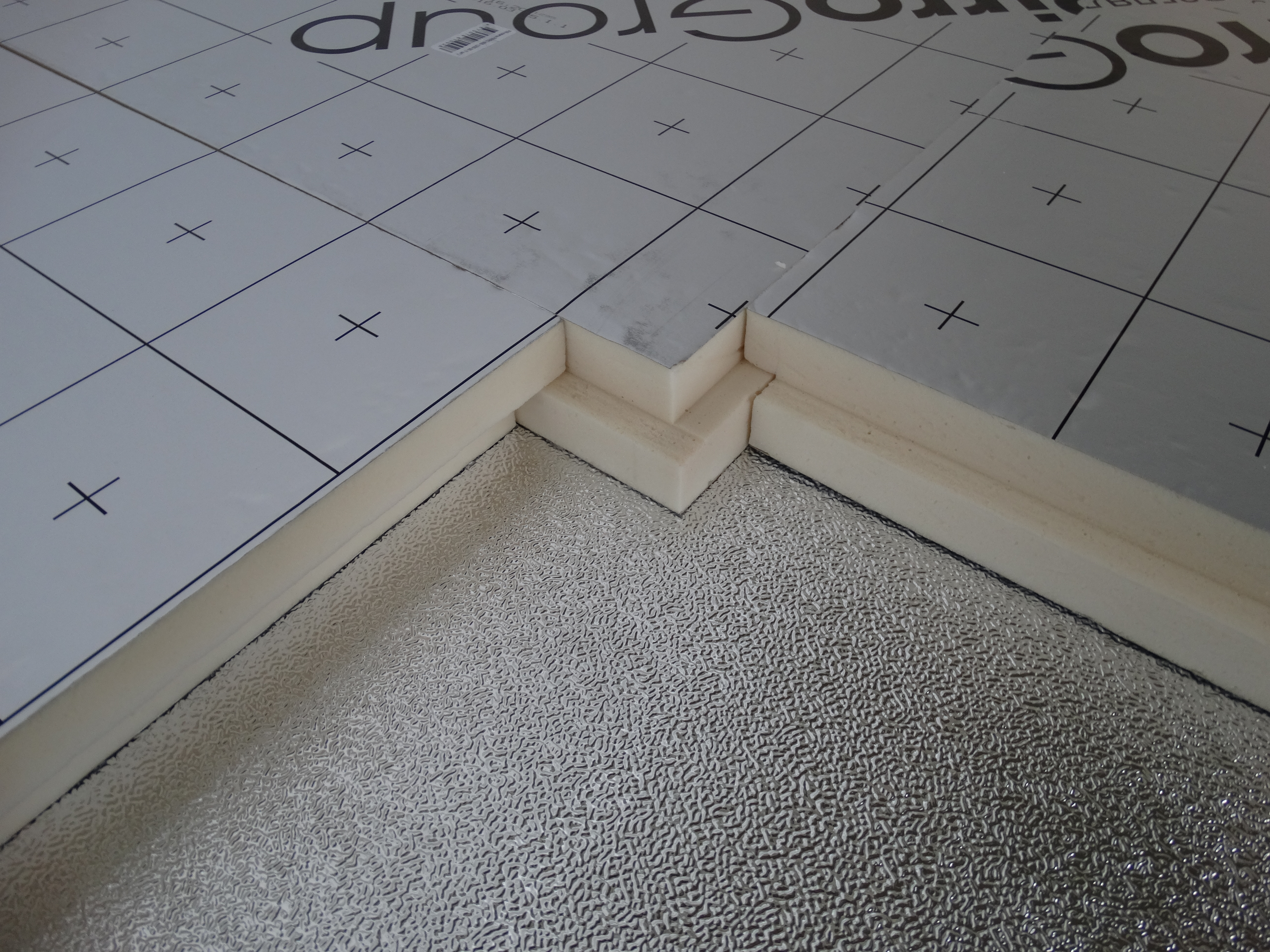
Стыковка PIR-плит при монтаже

PIR обычно производится в виде пены или готовых плит и используется в качестве жёсткой теплоизоляции. Его средняя теплопроводность составляет 0,023 Вт/(м·К). Для облицовки PIR-пены при производстве панелей используются различные материалы, свойства которых определяют дальнейшее использование конечного продукта. Это может быть стальной профилированный лист для твёрдых сэндвич-панелей либо мягкие облицовки толщиной 50-100 мкм из тиснёной алюминиевой фольги, крафт-бумаги или стеклохолста, а также из сочетаний этих материалов.
Сэндвич-панели используются в строительстве легковозводимых зданий и сооружений в качестве предварительно утеплённых ограждающих конструкций. Плиты с мягкими облицовками используются большей частью для утепления кровель и фасадов зданий, а также трубопроводов и вентиляционных каналов. PIR-плита может служить и непосредственно материалом, из которого производятся сами воздуховоды, которые при этом не нуждаются в дополнительной термоизоляции.
Для повышения эффективности теплоизоляции и снижения вероятности появления мостиков холода на стыках плит, их снабжают специальными замками типа шип-паз или четверть (внахлёст). При использовании плит с мягкими облицовками возможна также укладка материала в несколько слоёв со смещением стыков.

## Горючесть
Производители полиизоциануратной теплоизоляции заявляют о соответствии продукции Группе горючести Г1 (облицовки — фольга, стальной лист) и Г2 (стеклохолст, крафт-бумага, кашированная фольгой).